# Comuna Briuhovîci, Peremîșleanî
Briuhovîci (în ucraineană Брюховичі) este o comună în raionul Peremîșleanî, regiunea Liov, Ucraina, formată din satele Bilka, Briuhovîci (reședința) și Kosteniv.

## Demografie
Componența lingvistică a comunei Briuhovîci
     Ucraineană (100%)
Conform recensământului din 2001, toată populația comunei Briuhovîci era vorbitoare de ucraineană (100%).